# لوج (قمر)
لوج (بالإنجليزية:Loge) ويسمى أيضا زحل السادس والأربعين (التعيين المؤقت S/2006 S 5) هو قمر لكوكب زحل. أكتُشف من قبل سكوت شيبارد وديفيد جويت وجان كلينا وبرايان مارسدن في 26 حزيران 2006، من الملاحظات التي أعتمد عليها والمدونة بين كانون الثاني وآذار من عام 2006.
يبلغ قطره حوالي 6 كيلومترات ، ويدور حول زحل على مسافة متوسطة تبلغ 23142 مليون ميل في 1314.364 يومًا ، بدرجة ميلان 166.5 درجة إلى مسير الشمس (165.3 درجة إلى خط استواء زحل) ، يبلغ انحرافه المداري 0.1390. تبلغ فترة دورانه حول نفسه حوالي 6.9 ± 0.1 ساعة.
أُطلق عليه هذا الاسم في أبريل 2007 ، على اسم لوج وهو عملاق النار في الأساطير إسكندنافية.